# これが出光のまいどCDだ。
「これが出光のまいどCDだ。」（これがいでみつのまいどシーディだ）は1994年に出光興産のプロモーション用に制作された、非売品8センチCD。制作はポニーキャニオン。

## 概要
とんねるずが出光のCMに出演していた時のCMソングなどが収録。
映画『ウルトラマンゼアス』と出光興産のタイアップ企画のCMソング『ビュンビュンキラキラのうた』も収録。
1994年当時、出光のガソリンスタンドのキャンペーン利用客のみが入手できたCDで、2パターンあり、ジャケットのデザイン・3曲目の収録曲・規格番号が異なる。
規格品番は「風はどこへ吹くのだろう」収録盤がDC-0121、「おまえ百までわしゃ九十九まで」収録盤がDC-0142。

## 収録曲
1. とんねるずCMメドレー
  - あ～ガソリンなくなる
    - 作詞：じんましんや／作曲：ジェイムス下地

  - 総集編のうた
    - 作詞：じんましんや／作曲：ジェイムス下地

  - とにもかくにも出光だ
    - 作詞：じんましんや／作曲：ジェイムス下地

  - ユーカードショー
    - 作詞：じんましんや／作曲：ジェイムス下地

  - まいどDEまいど
    - 作詞・作曲：じんましんや

  - ビュンビュンキラキラのうた
    - 作詞：じんましんや・ジェイムス下地／作曲：ジェイムス下地

  - だから出光に行こう
    - 作詞：じんましんや・ジェイムス下地／作曲：ジェイムス下地
2. まいどサルサ
  - 作詞・作曲：まいどボーイズ
3. 風はどこへ吹くのだろう or おまえ百までわしゃ九十九まで
4. とんねるずのテーマ
  - 作詞：じんましんや／作曲：ジェイムス下地